# Le Jour où les poissons sont sortis de l'eau
Pour plus de détails, voir Fiche technique et Distribution.
Le Jour où les poissons sont sortis de l’eau (The Day the Fish Came Out) est un film britannique et grec du réalisateur Michael Cacoyannis sorti en 1967 et inspiré d'un fait réel.

## Synopsis
Le film dont l'action se déroule en 1972, est inspiré de l'accident nucléaire de Palomares où 2 avions de l'OTAN se sont percutés en vol, laissant tomber 4 bombes thermonucléaires sur la côte sud de l'Espagne en 1966. Dans une courte séquence, des danseurs de flamenco expliquent pourquoi le film se déroule en Grèce plutôt qu'en Espagne. La vie sur l'île de Karos est changée à jamais quand des bombes atomiques y sont perdues par un avion de l'OTAN.

## Fiche technique
- Titre : Le Jour où les poissons sont sortis de l'eau
- Titre original : The Day the Fish Came Out
- Titre grec : Όταν τα ψάρια βγήκαν στη στεριά (Ótan ta psária vgíkan sti steriá)
- Réalisation : Michael Cacoyannis
- Scénario : 	Michael Cacoyannis
- Genre : Comédie[2] de science-fiction
- Directeur de la photographie : Walter Lassally
- Musique : Míkis Theodorákis
- Montage : Vasílis Syrópoulos
- Distributeur : Twentieth Century-Fox
- Durée : 109 minutes
- Dates de sortie: 
  - France : 27 septembre 1967
  - Royaume-Uni : 2 octobre 1967

## Distribution
- Tom Courtenay : le navigateur
- Colin Blakely : le pilote
- Sam Wanamaker : Mr. James Elias
- Candice Bergen : Electra Brown
- Ian Ogilvy : Peter
- Dimítris Nikolaḯdis: le dentiste
- Nicolas Alexios : Goatherd
- Patricia Burke : Mrs. Mavroyannis
- Paris Alexander : Fred
- Arthur Mitchell : Frank
- Marlena Carrer : femme de Goatherd
- Tom Klunis : Mr. French
- William Berger
- Kóstas Papakonstantínou : Manólios

## Production
Le tournage a commencé le 6 août 1966 en Grèce.

## Réception
Le film a été un échec commercial.

## Bande originale
La musique du film, composée par Míkis Theodorákis, est sortie en disque vinyle sur les labels 20th Century Fox Records et Sakkaris Records.